# Sân bay Bamenda
Sân bay Bamenda (IATA: BPC, ICAO: FKKV) là một sân bay ở Bamenda, Cameroon.

## Hãng hàng không và điểm đến
| Hãng hàng không | Các điểm đến    |
| --------------- | --------------- |
| Camair-Co       | Douala, Yaoundé |